# Ralf Curtis
Ralph Luxmore Curtis (ur. 19 marca 1898 w Rainham, zm. 21 września 1917 we Flandrii) – angielski as myśliwski z czasów I wojny światowej z 13 potwierdzonymi zwycięstwami powietrznymi.
Od lata 1917 roku Ralph Curtis służył w No. 48 Squadron RAF w RFC. W jednostce służył przez cały okres pobytu we Francji. Pierwsze zwycięstwo powietrzne odniósł 3 lipca 1917 roku nad samolotem niemieckim w okolicy  Quéant. W dniu 16 sierpnia odniósł łącznie 2 zwycięstwa uzyskując tytuł asa. Do końca działań wojennych odniósł łącznie 13 zwycięstw powietrznych wszystkie na samolocie Bristol F.2 Fighter. 
Wszystkie zwycięstwa odniósł wspólnie z obserwatorem  Desmondem Uniacke. Samolot Curtisa i Uniackea został zestrzelony w okolicach Roulers przez Hermanna Göringa, dowódcę Jasta 27. Curtis zginął z odniesionych ran 21 września 1917 roku, a Uniacke dostał się do niewoli. Curtis został pochowany na Harlebeke New British Cemetery, Harelbeke, West-Vlaanderen w Belgii.